# Offensive de Kozelsk
Seconde Guerre mondiale
Batailles
Front de l’Est

Prémices :
- Campagne de Pologne
- Guerre d’Hiver

Guerre germano-soviétique :
- 1941 : L'invasion de l'URSS

- Opération Barbarossa

Front nord : 
- Guerre de Continuation
- Opération Silberfuchs
- Siège de Léningrad

Front central : 
- 2e bataille de Brest-Litovsk
- Bataille de Białystok–Minsk
- 1re bataille de Smolensk
- Bataille de Kiev

Front sud : 
- Siège d'Odessa
- Campagne de Crimée

- 1941-1942 : La contre-offensive soviétique

Front nord : 
- Poche de Demiansk
- Poche de Kholm

Front central : 
- Bataille de Moscou

Front sud : 
- Seconde bataille de Kharkov

- 1942-1943 : De Fall Blau à 3e Kharkov

Front nord : 
- Offensive de Siniavino
- Opération Iskra
- Bataille de Krasny Bor
- Opération Poliarnaïa Zvezda

Front central : 
- Opération Mars

Front sud : 
- Bataille du Caucase (opération Fall Blau)
- Bataille de Stalingrad
- Opération Uranus
- Opération Saturne
- Offensive d'Ostrogojsk-Rossoch
- Offensive de Voronej-Kastornoe
- Opération Gallop
- Opération Étoile
- Troisième bataille de Kharkov

- 1943-1944 : Libération de l'Ukraine et de la Biélorussie

Front central : 
- 2e bataille de Smolensk
- Opération Bagration

Front sud : 
- Bataille de Koursk
- Bataille du Dniepr
- Offensive Dniepr-Carpates
- Offensive de Crimée
- Offensive de Lvov-Sandomir

- 1944-1945 : Campagnes d'Europe centrale et d'Allemagne

Allemagne : 
- Offensive Vistule-Oder
- Offensive de Poméranie orientale
- Siège de Breslau
- Offensive de Prusse-Orientale
- Bataille de Königsberg
- Bataille de Seelow
- Bataille de Bautzen
- Bataille de Berlin
- Capitulation allemande

Front nord et Finlande : 
- Guerre de Laponie
- Offensive Leningrad-Novgorod
- Bataille de Narva

Europe orientale : 
- Opération Margarethe
- Insurrection de Varsovie
- Soulèvement national slovaque
- Opération Panzerfaust
- Bataille de Budapest
- Opération Frühlingserwachen
- Offensive de Vienne
- Insurrection de Prague
- Offensive de Prague
- Bataille de Slivice

Front d’Europe de l’Ouest

Campagnes d'Afrique, du Moyen-Orient et de Méditerranée

Bataille de l’Atlantique

Guerre du Pacifique

Guerre sino-japonaise

Théâtre américain
L'offensive de Kozelsk est une opération stratégique russe conduite durant la contre offensive soviétique.

## Ordres de bataille

### Soviétiques
- 3e armée blindée (Union soviétique)
- 16e armée (Union soviétique)
- 61e armée (Union soviétique)

### Allemagne
- 2. Panzerarmee

## L'opération

Position au 22 août 1942.

Position au 26 août 1942.

Position au 31 août 1942.

Après la Bataille de Moscou, c'est la première contre attaque soviétique pour repousser l'armée allemande vers l'ouest.
Le 11 août la 2e Armée blindée allemande commandée par Rudolf Schmidt lance l'opération Wirbelwind (de). Une attaque destinée à raccourcir la ligne de front entre Kirov (oblast de Kirov) et l'Oblast de Kalouga. Le plan d'attaque original est une avance simultanée de la 2e Armée blindée au sud et de la 4e armée (Allemagne) du nord. Mais l'offensive russe de printemps et la Batailles de Rjev (1942) a obligé le déplacement de la 4e armée pour renforcer la région de Rjev. Mais Günther von Kluge décide de ne pas annuler l'offensive et de continuer avec uniquement la 2e Armée de Panzer.
La 9e Panzerdivision et la 11e Panzerdivision se heurtent aux lignes défensives fortifiées de la 16e armée (Union soviétique). La 19e Panzerdivision est stoppée après avoir traversé la Jizdra (rivière). L'armée capture le village d'Oulianovo et créée une brèche de 25 kilomètres dans les lignes soviétiques.
Les soviétiques lance l'offensive de Kozelsk dont l'objectif est d'éliminer l'intégralité de la pénétration allemande et de la 2e Armée de Panzer. La 3e armée blindée doit lancer l'assaut principal au sud-est de Kozelsk, traverserer la Jizdra (rivière), capturer Ulyanovo et attaquer l'arrière-garde allemande. La 16e armée et le 10e Corps blindé doivent attaquer les positions au sud-ouest de Kozelsk et détruire les défenses allemandes. Ils doivent poursuivirent leur avance et terminer l'encerclement de la 2e Armée de Panzer. L'armée compte 60852 hommes et 436 chars, dont 48 chars KV-1, 223 chars T-34, 3 chars légers T-50 et 162 chars légers T-60 et T-70. L'artillerie comprend 677 canons, dont 124 canons antichar de 45 mm et 61 canons antiaériens de 37 mm et 72 Katioucha.
La 2e Armée de Panzer compte le 3e corps de blindés (Allemagne), le 41e corps de blindés (Allemagne) et le 8e corps d'armée (Allemagne), la 296e division d'infanterie (Allemagne), 293e division d'infanterie (Allemagne), 134e division d'infanterie (Allemagne), 52e division d'infanterie (Allemagne), 56e division d'infanterie (Allemagne), 26e division d'infanterie (Allemagne), 11e Panzerdivision, 17e Panzerdivision, 9e Panzerdivision et la 20e Panzerdivision. Les forces allemandes se composaient d'environ 200 chars, donc une infériorité numérique de plus de 3 contre 1 en forces blindées.
La 3e armée blindée a déplacé ses chars à Kozelsk par chemin de fer entre le 15 et le 19 août, tandis que les unités motorisées ont effectué une marche sur route de 120 kilomètres. Les divisions d'infanterie ont pris plus de temps pour atteindre le front en raison de leur manque de véhicules motorisés. L'armée a été divisée en trois groupes de choc. Chaque groupe de choc était entouré autour d'un corps de chars. Le premier échelon, chargé de la percée, comprenait trois divisions d'infanterie. Le deuxième échelon comprenait neuf brigades de chars et trois brigades d'infanterie. Le troisième échelon, la 1re division de fusiliers, la 179e Brigade de chars, le 8e Régiment de motocyclistes et le 54e Bataillon de motocyclistes. Les ordres pour l'offensive furent donnés le 18 août, donnant trois jours de préparation aux commandants de divisions et de brigades. Dans la nuit du 20 au 21 août, les 154e et 264e divisions de fusiliers, chargées de la première percée. ont pris leurs positions de départ.
L'attaque commence le 22 août à 22h15, 3 divisions de fusiliers et une brigade de fusiliers  attaquent contre les 26e division d'infanterie (Allemagne) et 56e division d'infanterie (Allemagne). Les unités d'infanterie soviétiques ont pu avancer de 4 à 6 kilomètres à travers les défenses allemandes extérieures, mais n'ont pas percé et sont arrêtées par les chars allemands déplacé de la deuxième ligne. À 07h20 le 12e corps de chars lance l'offensive mais est arrêté par les défenses allemandes, des champs de mines et des frappes aériennes de Junkers Ju 87. La 113e brigade de chars équipée du char T-34 perce la ligne de défense de la 154e division d'infanterie (Allemagne) mais subit de lourdes pertes lors des frappes aériennes allemandes et est arrêtée par un champ de mines.
A midi les brigades de chars avancent dans de nouveaux secteurs sans reconnaissance ou soutien d'infanterie, et cela provoque le blocage des chars dans les champs de mines et les terrains marécageux. Le message sur la capture du village Smetskiye Vyselkami s'est révélé faux et le 15e corps est pris en embuscade et complètement détruit[réf. nécessaire] à l'approche du village. La 105e brigade de chars lourds et la 17e brigade de fusiliers lancent une attaque sur le village et à 17 h elles délogeant le 192e régiment d'infanterie allemande après avoir perdu sept chars. Les 154e et 264e divisions de fusiliers avec le 12e Corps de chars, s'emparent des villages d'Ozernenskoye, d'Ozerno et de Goskovo, mais le groupe sud ne fait aucun progrès. Le premier jour, les trois groupes de choc ont avancé de cinq kilomètres. Le groupe Mostovenko a contourné la résistance allemande, atteignant le Vytebet le 24 août et capturé le village de Belyy Kamen le 26 août, mais ne peut plus avancer.
Le 23 août les unités poursuivent leur avance sur leur axe d'attaque. Le 12e corps de chars, soutenu par la 154e division de fusiliers, avance au sud-ouest sur Myzin, Babinkovo, Durnevo et Staritsa, avec la 97e Brigade sur le flanc droit. Le 23 août les allemands déplacent les 11e et 20e Panzerdivisions pour renforcer l'infanterie allemande. Le 24 août, les soviétiques subissent de lourdes pertes pour une avance de 1-2 kilomètres, la 3e armée blindée est stoppée par des chars et des avions allemands. Le 25 août les pénuries de carburant interviennent chez les soviétiques et l'armée peine alimenter tous les chars. L'armée avance de 4 kilomètres et capture Smetskaya. Le 15e Corps a dégagé la résistance allemande des positions à l'est du Vytebet et a atteint la rivière, mais n'a pas pu traverser. Le 12e Corps de chars, les 154e et 264e divisions de fusiliers, et le groupe sud de la 61e armée ont sans succès attaqué à l'ouest et au sud-ouest et ont avancé de 1 à 2 kilomètres.
Le 27 août, le 15e corps est transféré du centre vers le flanc gauche de l'offensive avec l'ordre de se diriger vers le sud à Sorokino, aux côtés du 12e et de la 154e division de fusiliers. Après avoir parcouru une distance de 15 kilomètres, le 15e est allé à l'offensive, mais a de nouveau échoué. Les 11e et 20e divisions de Panzer lancèrent une contre-attaque, forçant Romanenko à retirer le 15e Corps de chars dans la région de Novogryn pour créer une réserve opérationnelle. Le 28 août, le corps d'armée[Lequel ?] attaque la 12e division d'infanterie en direction de Leonovo, mais est arrêté par un fossé antichar qui a été construit par des sapeurs la nuit même. Le groupe sud de la 61e armée a attaqué frontalement les points forts allemands et a avancé de 3 à 4 kilomètres sur sa droite et de 1 kilomètre sur sa gauche.
Le 30 août, le 15e Corps se retire hors de la ligne et se concentre dans les forêts au sud de Meshalkino. La 195e brigade de chars du corps d'armée a aidé deux bataillons de la 156e division de fusiliers de la 61e armée à s'échapper de l'encerclement. Le 15e corps et la 264e division de fusiliers ont été transférés vers le 12e corps et celui-ci a été retiré vers la réserve opérationnelle pour repousser les contre-attaques allemandes possibles. Il ne restait plus que 181 chars dans l'armée, ce qui signifie que les pertes des neuf jours précédents représentaient environ 60 % du corps.
Le 2 septembre, après le regroupement de son armée, Romanenko a lancé une nouvelle attaque infructueuse dans l'après-midi. En dépit des attaques aériennes allemandes massives, le groupe Mostovenko a pris Volosovo, et après avoir traversé la rivière Vytebet, la 1re division de fusiliers a repris Zhukovo et Volosovo. Les combats les plus violents ont eu lieu au centre, près du village d'Ozhigovo. Il a fallu attendre jusqu'au matin du 3 septembre pour chasser les troupes allemandes du village, après une attaque nocturne. Le 3 septembre, le 3e corps de chars se retire en raison de ses lourdes pertes. Du 5 au 9 septembre, les brigades de chars restent dans la tête de pont sur le Vytebet, soutenues par l'infanterie. Le 10 septembre, la 3e Armée de chars passe en mode défense.

## Les conséquences
Après l'arrêt de l'offensive soviétique, la plupart des unités de chars restantes ont été transférées sur d'autres fronts après que les deux camps se soient positionnés en mode défensive. Bien qu'il ait empêché l'attaque allemande de continuer dans le secteur, l'attaque soviétique avait gagné très peu de terrain par rapport au nombre de troupes engagé au front. Les pertes de chars soviétiques dans l'opération est de 500 chars sur 700. Pour la période du 22 au 29 août, les troupes soviétiques ont subi des pertes de 12 134 tués et de 22 415 blessés pour un total de 34 549 hommes sur un effectif initial de 218 412 hommes. Les combats ont cependant détourné les rares divisions blindées et unités aériennes allemandes de l'attaque principale dans le sud.